# Jylppy
Jylppy est un quartier de Kotka en Finlande.

## Présentation
Le quartier de Jylppy est situé dans la partie orientale de l'île Hovinsaari, au nord de Kotkansaari. 
À l'ouest, Jylppy est bordé par les rues Hyväntuulentie et Kotkantie jusqu'au quartier de Metsola et au nord par la route nationale 7 jusqu'au quartier de Kyminlinna.
À l'est, Jylppy est bordé par les bras Huumanhaara et Huumanpohja du fleuve Kymijoki jusqu'au quartier de Jumalniemi.
Au sud, Jylppy est bordé par la voie ferree Kouvola–Kotka et la rue Takojantie jusqu'au quartier d'Hovinsaari.
De nos jours, Jylppy est principalement une zone de petites industries. 
Le terrain de sport de Metsola est aussi situé dans le quartier.

## Transports
Le quartier de Jylppy est desservi par les lignes de bus suivantes :
- 1 Kotka-Hamina
- 7 Norskankatu-Korkeakoski-Karhula